# ТОР «Прокопьевск»
Территория опережающего социально-экономического развития «Прокопьевск» — территория городского округа Прокопьевск в Кемеровской области России, на которой действует особый правовой режим предпринимательской деятельности Образована в 2018 году. По состоянию на 2021 год на территории зарегистрировано 11 резидентов, объем ожидаемых инвестиций оценивается в 30,5 млрд рублей.

## Развитие территории
В 2014 году Прокопьевск был включен в перечень монопрофильных муниципальных образований (моногородов), что, впоследствии, дало городу право на оформление статуса территории опережающего социально-экономического развития. ТОР «Прокопьевск» была создана в соответствии с Постановлением Правительства РФ от 3 декабря 2018 года № 1470 с целью привлечения в город инвестиций, не связанных с деятельностью градообразующих предприятий.
В 2021 году срок действия режима ТОР в моногородах Кемеровской области был продлен до 2030 года, что распространяется и на Прокопьевск.

## Условия для резидентов
Требования к потенциальным резидентам ТОР «Прокопьевск» предусматривают, что компании-соискатели должны быть вести деятельность исключительно на территории города, предоставить минимальный объем инвестиций в 2,5 млн рублей в течение первого года, создать не менее 10 рабочих мест в течение первого года, ограничить привлечение иностранной рабочей силы до 25 % максимум, не находиться в процессе ликвидации, банкротства или реорганизации и соответствовать профильным видам деятельности ТОР. Для резидентов предусмотрен льготный налоговый режим: налог на прибыль в федеральный бюджет и отчисления в региональный бюджет составят 5 % в течение первых пяти лет с момента первой прибыли, затем от 10 %. Обнуляются налоги на землю и имущество в первые пять лет, страховые взносы снижаются до 7,6 % (на весь период, если статус резидента получен в первые три года).

## Резиденты
Первыми резидентами ТОР «Прокопьевск» стали компания «Трансинтермаш» с проектом создания завода по выпуску составных полимерно-металлических роликов общепромышленного назначения, компания «Лего» с проектом по производству модифицированного кирпича и Прокопьевский литейно-механический завод с проектом литейного производства из черных и цветных металлов. Впоследствии к ним прибавился еще один резидент — компания «ЭКО-Кузбасс», которая запускает предприятие по переработке отходов углеобогащения и крупногабаритных шин. Среди прочих резидентов: ООО «Кузбасское вагоноремонтное предприятие „Новотранс“», ООО «Вия», ООО «Импульс», ООО «Реал Мебель» и другие.